# Cichlasomatinae
Los ciclasomatinos (Cichlasomatinae) es una subfamilia de peces de la familia Cichlidae.

## Géneros
- Acaronia
- Aequidens
- Amatitlania
- Amphilophus
- Andinoacara
- Archocentrus
- Australoheros
- Bujurquina
- Caquetaia
- Cichlasoma
- Cleithracara
- Cryptoheros
- Guianacara
- Herichthys
- Heroina
- Heros
- Hoplarchus
- Hypselecara
- Hypsophrys
- Krobia
- Laetacara
- Mesonauta
- Nandopsis
- Nannacara
- Neetroplus
- Parachromis
- Paraneetroplus
- Petenia
- Pterophyllum
- Rocío
- Symphysodon
- Tahuantinsuyoa
- Theraps
- Thorichthys
- Tomocichla
- Uaru
- Vieja